# Dicranota (Plectromyia) petiolata
Dicranota (Plectromyia) petiolata is een tweevleugelige uit de familie Pediciidae. De soort komt voor in het Nearctisch gebied.